# Gemeinde Podgorica
Die Gemeinde Podgorica Hauptstadt (montenegrinisch Главни град Подгорица Glavni grad Podgorica) ist eine Gemeinde in Montenegro. Der Verwaltungssitz ist der Hauptort Podgorica, der auch die Hauptstadt Montenegros darstellt. Die Gemeinde Podgorica umfasst 10,4 % des Territoriums von Montenegro und beherbergt knapp ein Drittel der Bevölkerung des Landes.

## Geografie
Die Gemeinde Podgorica liegt im zentralen östlichen Teil Montenegros und ist mit einer Fläche von 1441 km² die zweitgrößte montenegrinische Gemeinde nach Nikšić. Sie nimmt das Gebiet nördlich des Skadar-Sees ein, einschließlich der gesamten Zeta-Ebene, und erstreckt sich nach Norden in die dünn besiedelten Dinarischen Alpen. Somit nimmt die Gemeinde ein geografisch sehr vielfältiges Gebiet ein, das von der fruchtbaren Tiefebene im Süden bis zu den schroffen Bergketten im Norden reicht.

## Verwaltung
Wie bei anderen montenegrinischen Gemeinden werden die Stadt und die Gemeinde Podgorica vom selben Bürgermeister und der Stadtversammlung regiert, die zusammen als Hauptstadtregierung fungieren. Die Stadtversammlung hat 60 Mitglieder, die direkt für vier Jahre gewählt werden. Der Bürgermeister von Podgorica ist das Oberhaupt der Stadt Podgorica, handelt im Namen der Stadt und übt die exekutive Funktion in der Gemeinde Podgorica aus.
Die Gemeinde Podgorica ist die einzige montenegrinische Gemeinde, die eine Stadtgemeinde (montenegrinisch: gradska opština) ist. Das sind halbselbstständige Gemeinden mit begrenzten Selbstverwaltungsbefugnissen. Die gesamte Gemeinde Podgorica ist weiter in 57 lokale Gemeinschaften (montenegrinisch: mjesne zajednice) unterteilt, Körperschaften, in denen die Bürger an Entscheidungen über Angelegenheiten, die für die lokale Gemeinschaft relevant sind, teilnehmen.

## Bevölkerung
Die Volkszählung aus dem Jahr 2011 ergab für die Gemeinde Podgorica eine Einwohnerzahl von 185.937. Davon bezeichneten sich 106.642 (57,35 %) als Montenegriner, 43.248 (23,26 %) als Serben, 9.538 (5,13 % als Albaner), 4.122 (2,22 %) als Ethnische Muslime, 3.988 (2,14 %) als Romani, 3.687 (1,98 %) als Bosniaken und 1.886 (1,02 % als Sonstige).
| Zensus    | 1948   | 1953   | 1961   | 1971   | 1981    | 1991    | 2003    | 2011    |
| --------- | ------ | ------ | ------ | ------ | ------- | ------- | ------- | ------- |
| Einwohner | 48.599 | 55.669 | 72.319 | 98.796 | 132.290 | 146.121 | 169.132 | 185.937 |

## Galerie

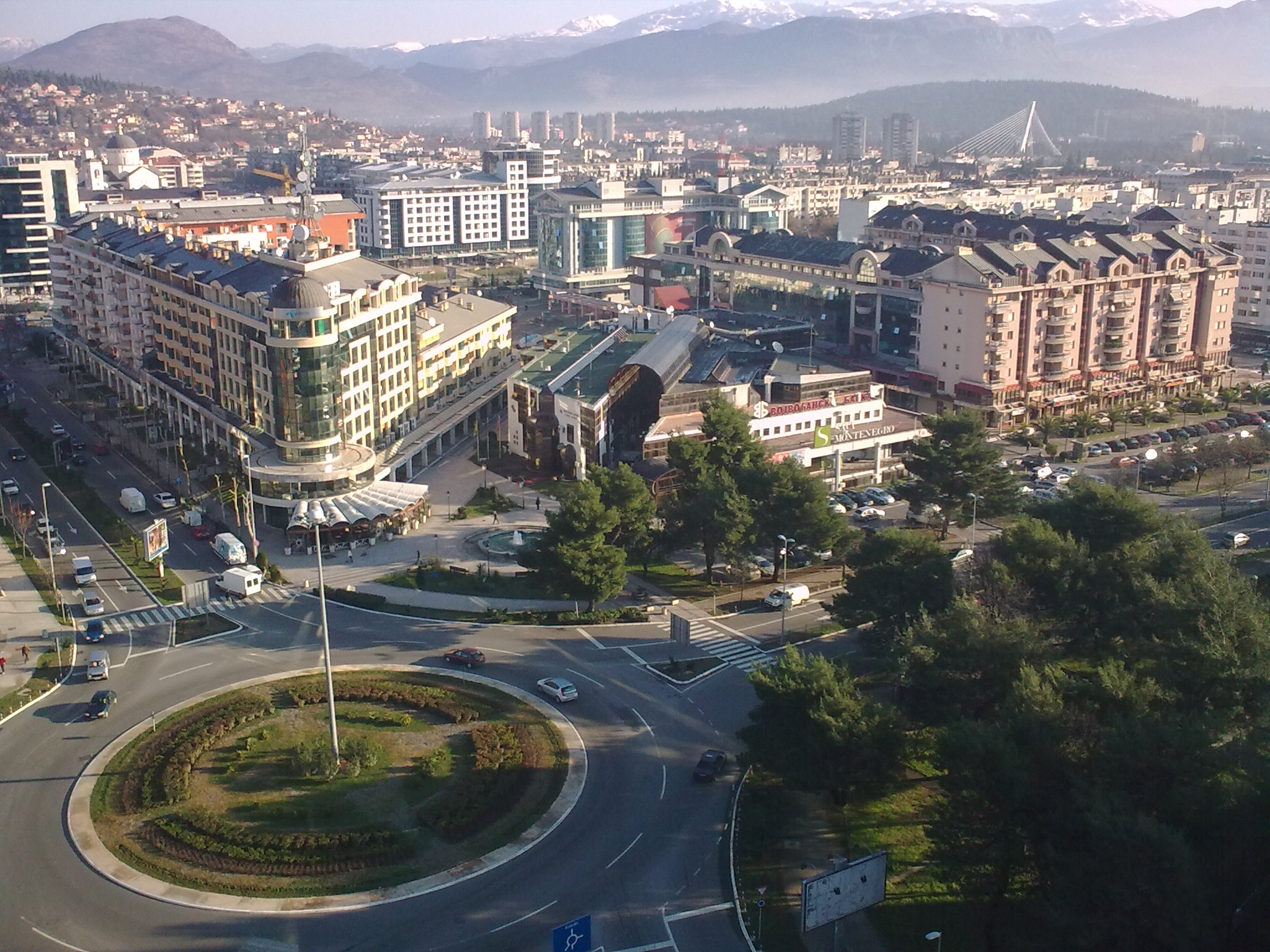
Podgorica
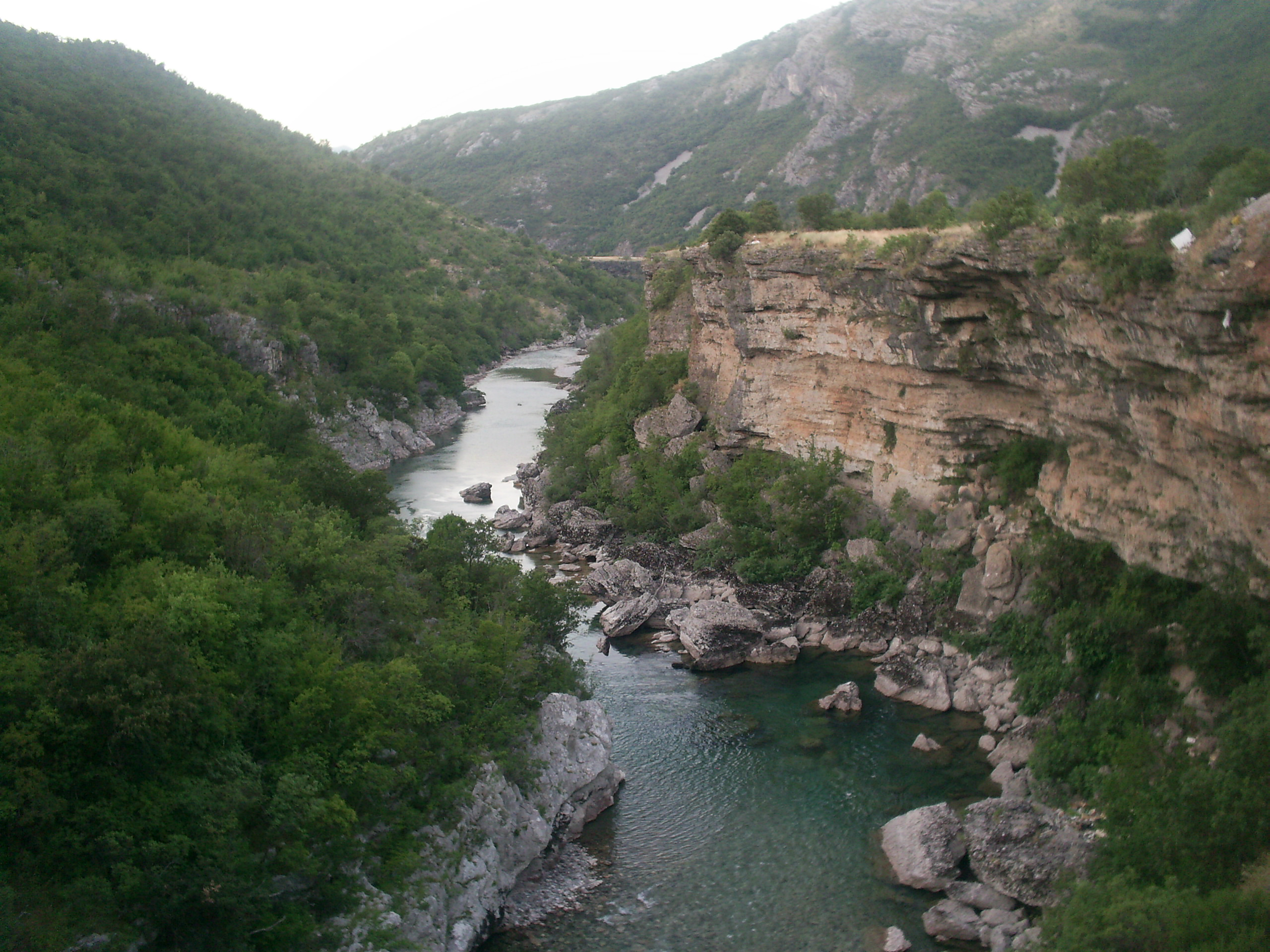
Fluss Morača
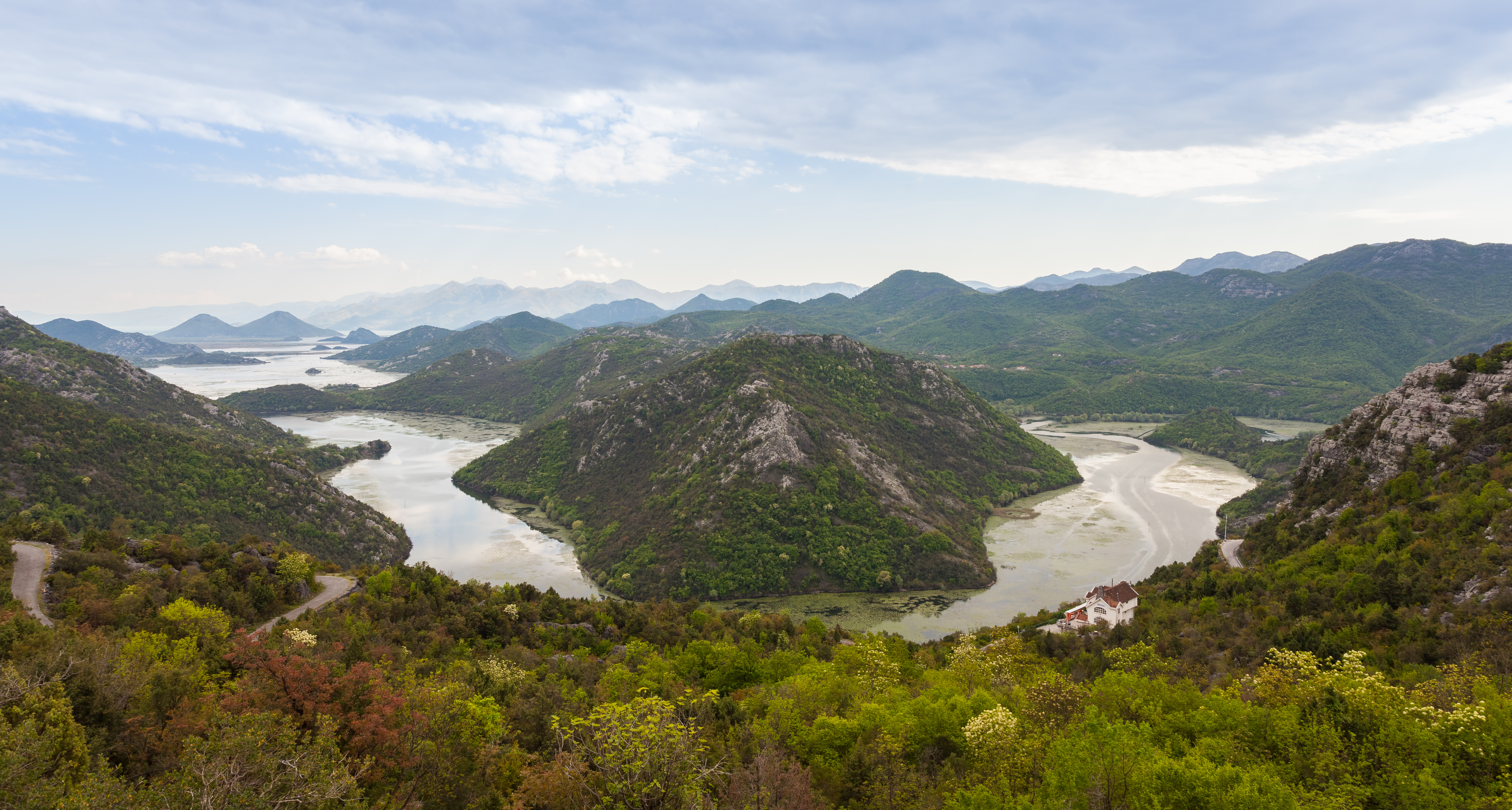
Skadarsee
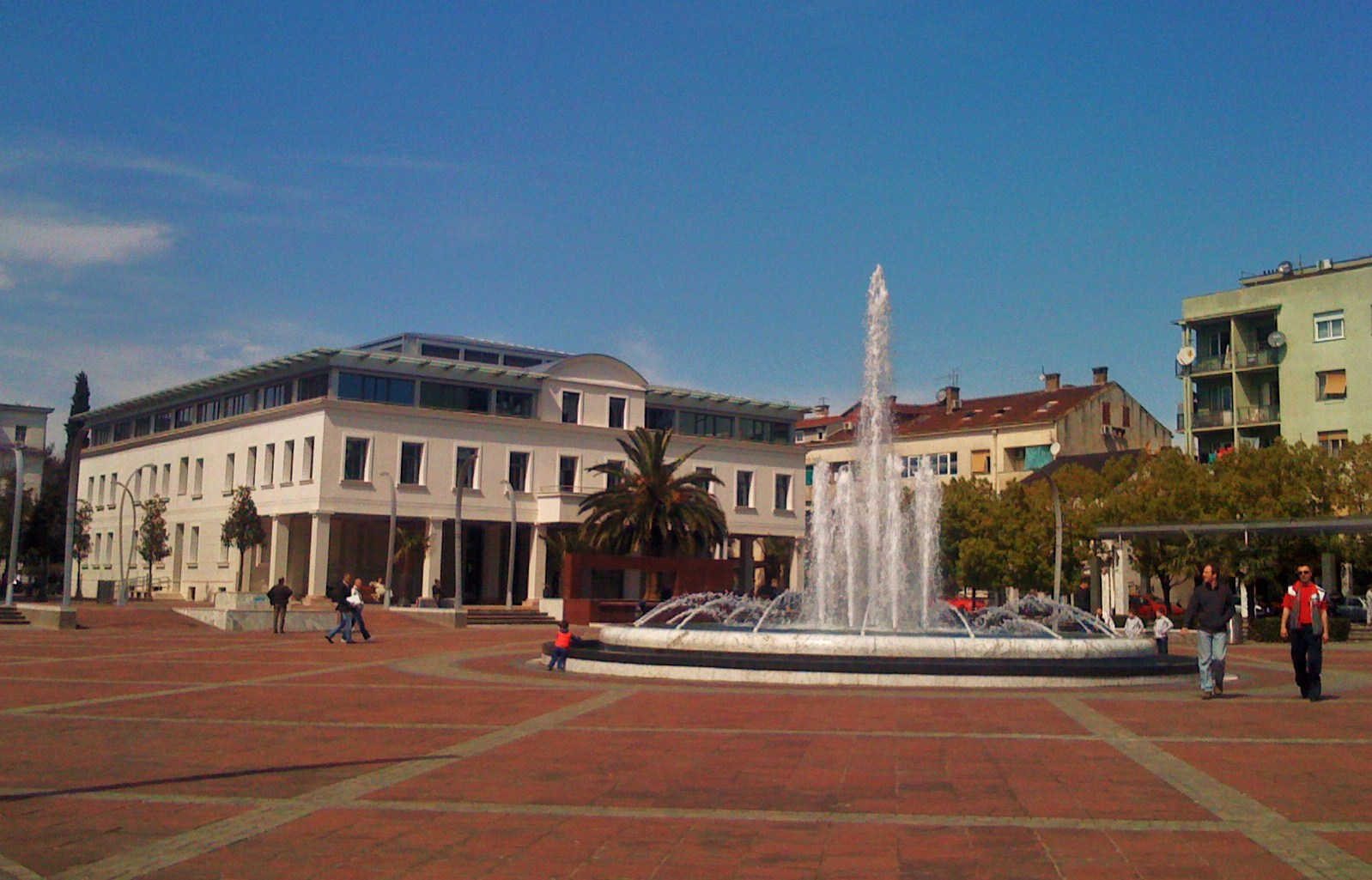
Unabhängigkeitsplatz
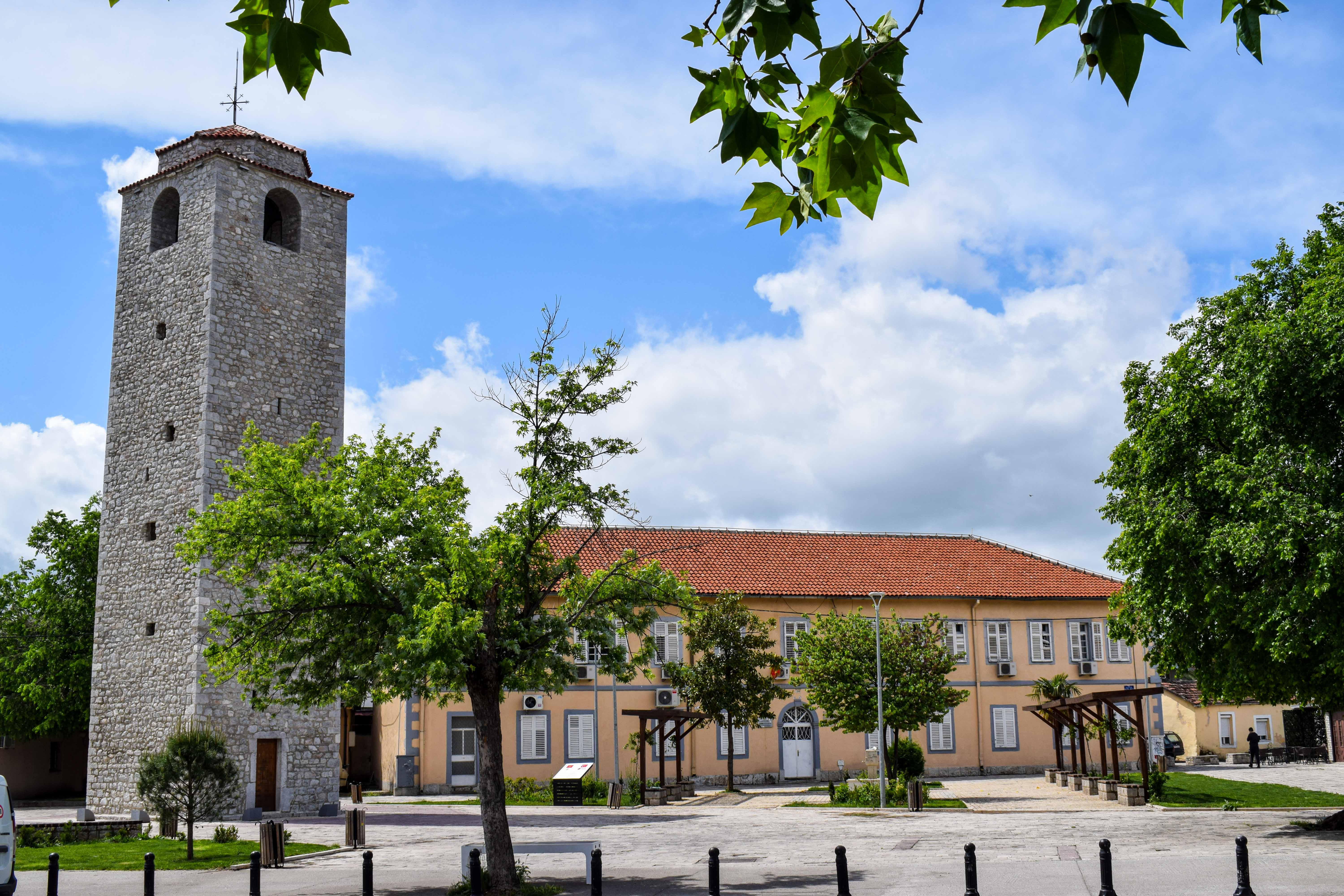
Alte Stadt von Podgorica